# Clive Davis (producteur)
Pour les articles homonymes, voir Clive Davis.
Clive Davis, né le 4 avril 1932 à Brooklyn, est un producteur de musique américain.
Il commence sa carrière en tant qu'avocat avant d'intégrer l'industrie du disque. Entre 1967 et 1973, il préside Columbia Records. Il fonde Arista Records avec Barry Manilow en 1975 et signe notamment la chanteuse Whitney Houston. Davis fonde J Records en 2000. Au cours des années 2000, il dirige la branche américaine de BMG et le BMG Label Group. Durant sa carrière, Clive Davis remporte quatre Grammy Awards en tant que producteur, ainsi qu'un Grammy Trustees Award. Il est introduit au Rock and Roll Hall of Fame.

## Biographie

### Jeunesse et formation
Né à New York, dans l'arrondissement de Brooklyn, Clive Davis grandit dans le quartier de Crown Heights. Il étudie à la Erasmus Hall High School et est admis au sein de la Arista honor society. Une bourse d'études lui est octroyée et il intègre l'université de New York. Durant sa seconde année d'études, sa mère meurt à l'âge de 47 ans, suivie par son père un an plus tard. Clive Davis s'installe alors chez sa sœur aînée, Seena, qui réside dans l'arrondissement du Queens. En 1956, il sort diplômé magna cum laude de la faculté de droit de Harvard. La même année, il épouse Helen Cohen et est engagé par un cabinet d'avocats new-yorkais. En 1958 il est recruté par le cabinet Rosenman Colin, qui compte parmi ses clients le label discographique CBS Records

### Carrière dans l'industrie du disque

#### Columbia Records
Clive Davis estime qu'il doit sa carrière dans le monde de la musique à un coup du sort. En 1960, Harvey Schein, directeur juridique (general counsel) de Columbia Records, alors filiale de CBS, est à la recherche d'un assistant. Davis saisit l'occasion de rejoindre le label en tant qu'avocat conseil (staff attorney). Il connaît une ascension rapide. Nommé vice-président administratif (administrative vice-president) en 1965 par Goddard Lieberson (en), il lui succède au poste de président de la branche musique du réseau CBS,.
En 1967, alors que Columbia s'était peu intéressée au rock 'n' roll, Clive Davis assiste au festival pop de Monterey qu'il perçoit alors comme annonciateur d'une nouvelle vague musicale. À la suite de leur prestation, Columbia signe notamment Big Brother and the Holding Company, groupe dans lequel chante alors Janis Joplin, et The Electric Flag,. La division musique de CBS dirigée par Davis est responsable d'un tiers des profits du groupe. Ceux-ci augmentent de 600 % alors que le cours de l'action CBS double entre 1967 et 1973. Des artistes tels Pink Floyd, Aerosmith, et Earth, Wind and Fire rejoignent le label et la part de marché de Columbia atteint les 25 %, ce qui correspond à la part combinée de ses deux principaux concurrents. Davis reçoit des offres de Elektra et Warner mais reste chez CBS après avoir bénéficié d'une augmentation de salaire.
En 1972, Arthur R. Taylor (en) est nommé à la tête de CBS. Taylor n'apprécie pas les mœurs de l'industrie du disque et reproche notamment à Davis de se comporter comme le propriétaire de la division musique dont il est responsable. Il est renvoyé l'année suivante après que Taylor a trouvé la trace de dépenses non justifiées effectuées avec des fonds de la société. CBS lui intente un procès. En 1975, Clive Davis est inculpé de fraude fiscale et plaide coupable pour un seul délit sur les six qui lui sont reprochés. Il est condamné à une peine de prison avec sursis et 10 000 dollars d'amende. L'année suivante, la procédure qui l'oppose à CBS est réglée par un accord négocié hors-tribunal.

#### Arista Records
Clive Davis est recruté par Alan Hirschfield, CEO de Columbia Pictures, alors en difficulté. En 1974, la société de production cinématographique lui offre la direction de sa filiale Bell Records, rebaptisée Arista Records. Davis ne conserve qu'une demi-douzaine des artistes auparavant sous contrat avec Bell Records, dont Barry Manilow. De nouveaux artistes, dont Patti Smith et Eric Carmen, rejoignent le label, dont les profits augmentent de 700 % en un an.
Davis se refuse à nommer un successeur. En 2000, il doit abandonner la direction d'Arista. La raison avancée par BMG est que le producteur a atteint la limite d'âge réglementaire. Il est remplacé par Antonio « L.A. » Reid.

#### J Records / BMG

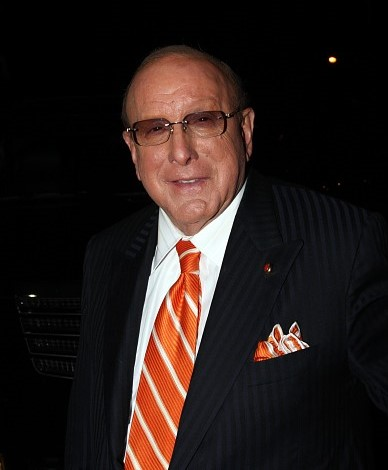
Clive Davis en 2007.

Son éviction provoque un tollé parmi les musiciens dont il a lancé la carrière. En 2000, BMG Entertainment investit 150 millions de dollars dans son nouveau label discographique, J Records. En 2002, la firme rachete les parts du producteur, mais lui laisse la direction du label,. J Records permet notamment à Alicia Keys de sortir son premier album, Songs in A Minor, récompensé par cinq Grammy Awards en 2002. Davis est nommé CEO de la branche américaine de BMG et du BMG Label Group,, postes qu'il occupe jusqu'en 2008,.

## Récompenses
En 1997, une étoile du Walk of Fame d'Hollywood est dédiée à Clive Davis. En 2000, il devient le premier dirigeant de l'industrie du disque introduit au Rock and Roll Hall of Fame,. La même année, l'Académie nationale des arts et des sciences lui décerne un Grammy Trustees Award (en),. En 2011, la salle de spectacles du Grammy Museum de Los Angeles est baptisée « Clive Davis Theater ».
Plusieurs albums produits par Clive Davis ont reçu un Grammy. En 2000, Supernatural de Santana est récompensé dans les catégories « album de l'année » et « meilleur album rock ». En 2006, Breakaway de Kelly Clarkson remporte la catégorie « meilleur album pop vocal ». En 2009, l'album éponyme de Jennifer Hudson est couronné « meilleur album R&B ».

## Vie privée
Son autobiographie, The Soundtrack of My Life, paraît en 2013, ; il y révèle notamment sa bisexualité. Il évoque le sujet à la télévision américaine dans l'émission Katie animée par Katie Couric. Dans une autre émission, il regrette que la bisexualité soit « mal vue et mal comprise ».

## Filmographie
- 2022 : I Wanna Dance with Somebody de Kasi Lemmons (producteur)

## Ouvrages
- (en) Clive Davis et Anthony DeCurtis, The Soundtrack of My Life, Simon & Schuster, 2013, 608 p. (ISBN 978-1-4767-1478-3, lire en ligne)
- (en) Clive Davis et James Willwerth, Clive : Inside the Record Business, William Morrow and Company, 1975, 300 p. (ISBN 978-0-688-02872-5)